# Phylloporus rhodoxanthus
Phylloporus rhodoxanthus, comúnmente conocido como la boleto branquiado, es una especie de hongo de la familia Boletaceae. Como sugiere su nombre común, el rasgo distintivo de esta especie es la de sus branquias amarillas, característica inusual en una seta Boletaceae.

## Taxonomía
La especie fue descrita por primera vez como Agaricus rhodoxanthus por Lewis David de Schweinitz en 1822. Giacomo Bresadola lo transfirió a Phylloporus en 1900.

## Descripción

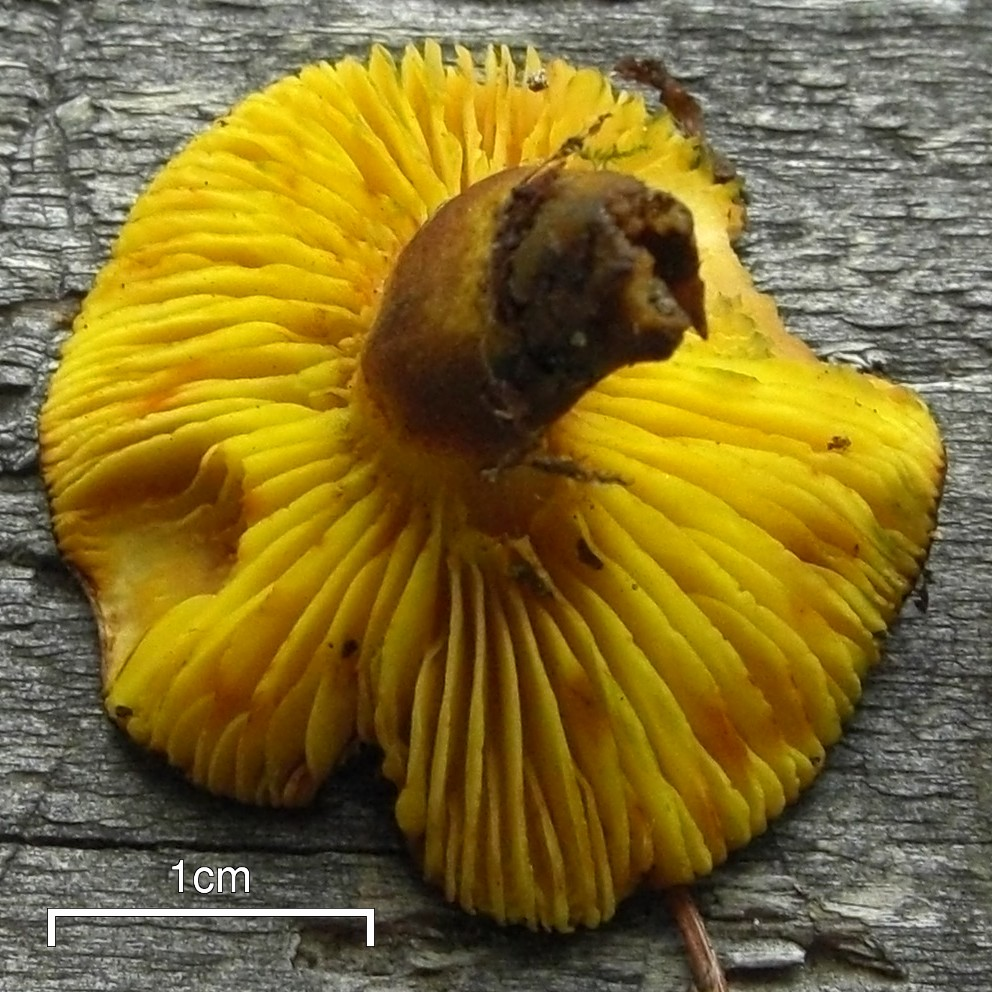
Parte inferior de la Phylloporus rhodoxanthus, mostrando la piel amarillenta.

La tapa es inicialmente convexa antes aplanarse con la edad, desarrollando a veces una depresión central, y alcanza un diámetro de 4.10 cm (1.6 a 3.9 pulgadas). El margen de la tapa está inicialmente curvado hacia adentro. La superficie de la tapa es seca, con una textura algo aterciopelada, y con frecuencia desarrolla grietas en la madurez que revelan la piel parte de color amarillo pálido que se encuentra debajo. Su color va del rojo oscuro a marrón rojizo, amarillo rojizo o marrón oliva. La carne no tiene sabor o odor característicos. 
Las branquias son decurrentes o poco decurrentes, y repartidas. Son de color amarillo intenso a amarillo verdoso, a menudo arrugadas, y tienen venas generalmente transversales en los espacios entre las mismas; estas venas transversales a veces dan a las branquias una apariencia similar a la de los poros. El vástago cilíndrico mide de 4 a 7.5 cm (1,6 hasta 3,0 pulgadas) de largo por 7,5 cm (3,0 in) de espesor, y es a menudo ahusado hacia la base. El vástago es firme y sólido (es decir, no hueco), y amarillo, con micelios de color amarillo en la base. Con frecuencia tiene ranuras longitudinales que se extienden hacia abajo de las branquias.
Phylloporus rhodoxanthus produce una impresión de esporas de color amarillo-marrón olivaceo. Las esporas son elípticas con forma de huso, miden 9-14 por 3,5-5 um. Relativamente similar en apariencia al Phylloporus rhodoxanthus es P. leucomycelinus, y estos dos son frecuentemente confundidos, sobre todo porque sus distribuciones se superponen. Las P. leucomycelinus se pueden distinguir de las P. rhodoxanthus por la presencia de un micelio blanco en la base de su vástago.

## Usos
Las setas son comestibles, y consideradas como buenas por algunos. El sabor ha sido descrito como "tierno y de nuez", y el secado de los cuerpos fructíferos realza el sabor. Usos culinarios adecuados incluyen saltear, añadir a las salsas o rellenos, o en bruto como un adorno colorido. Se utilizan para hacer tintes setas de colores amarillentos, verdosos amarillentos u oro, según el mordiente utilizado.

## Hábitat y distribución
Los cuerpos fructíferos de Phylloporus rhodoxanthus crecen en el suelo individualmente o en pequeños grupos en los bosques caducifolios, especialmente aquellos con roble y pino. La especie tiene una amplia distribución en América del Norte, donde fructifica de julio a octubre. también se encuentra en Asia (China, India, y Taiwán), Australia, y Europa.